# 李勝 (景泰進士)
李勝（1420年—？），字惟吉，直隸永平衛人，官籍，明朝政治人物。進士出身。

## 生平
順天府鄉試第二十七名。景泰二年（1451年）辛未科會試第七十五名，殿試登進士第三甲第五十七名。

## 家族
曾祖李成。祖父李虎，曾任永平衛指揮僉事。父亲李廣，曾任永衛指揮使。